# Aurora Berton
Aurora Berton (18 de agosto de 2000) es una deportista italiana que compite en atletismo. Ganó una medalla de oro en los Juegos Mediterráneos de 2022, en la prueba de 4 × 100 m.